# Slavko Hirsch
Slavko Hirsch (Glina, 1893. március 29. – Jasenovaci koncentrációs tábor, 1942.) horvát orvos, az eszéki Epidemiológiai Intézet alapítója és igazgatója volt. 

## Élete és pályafutása
1893. március 29-én született Glinában, Bertold és Josefina Hirsch zsidó származású szülők gyermekeként. Középiskolai tanulmányait követően a Bécsi Orvostudományi Egyetemen, az Innsbrucki Orvostudományi Egyetemen és a Prágai Egyetemen tanult. Az első világháború alatt diákként besorozták az osztrák-magyar hadseregbe. A Vukovár melletti Borsod (Bršadin) faluban állomásozott. A háború alatt széleskörű tapasztalatot szerzett a venereológia és más fertőző betegségek területén. 1919-ben a berlini Rudolf Virchow Kórházban dolgozott, ahol a bakteriális agyhártyagyulladás epidemiológiáját tanulmányozta. 1923-ban kinevezték az újonnan alapított eszéki közösségi egészségügyi központ vezetőjévé és az eszéki kórház fertőző betegségek osztályának vezetőjévé. 1924-ben az általa alapított eszéki Epidemiológiai Intézet igazgatójává is nevezték. Nagy érdeme volt a fertőző betegségek leküzdésében, nemcsak Eszék környékén, hanem a tágabb értelemben vett szlavóniai régióban is. Feleségül vette Josefine Roubitscheket, akitől egy Ruth nevű lánya született. A második világháború idején Miroslav Schlesinger orvos 1941-ben szervezte meg horvát zsidó orvosok Boszniába küldését az endémiás szifilisz leküzdésére. Nyolcvan zsidó orvost, (köztük Hirschet is) küldtek Boszniába a Független Horvát Állam hatóságai. Az orvosok többsége később elmenekült, hogy a partizánokhoz csatlakozzon. 1942-ben Hirschet Derventából a jasenovaci koncentrációs táborba deportálták, ahol feleségével, lányával, unokájával és nővérével együtt megölték. 

## Fordítás
Ez a szócikk részben vagy egészben  a   Slavko Hirsch című angol Wikipédia-szócikk ezen változatának fordításán alapul.  Az eredeti cikk szerkesztőit annak laptörténete sorolja fel. Ez a jelzés csupán a megfogalmazás eredetét és a szerzői jogokat jelzi, nem szolgál a cikkben szereplő információk forrásmegjelöléseként.